# Hotel Continental (Oslo)
Koordinaten: 59° 54′ 50″ N, 10° 43′ 59″ O
Das Hotel Continental ist ein Hotel gegenüber dem Nationaltheater im Zentrum von Oslo. Es gilt als eines der besten und exklusivsten Hotels Norwegens und befindet sich seit 1909 im Besitz einer Familie, die es in vierter Generation leitet; seit 1985 durch Elisabeth Caroline Brochmann. Das Hotel bietet 151 Zimmer und 4 Suiten, die Restaurants Theatercaféen und Eik Annen Etage, das Frühstücksrestaurant Caroline sowie die Bars Boman und Casbar. Zudem besitzt es auf zwei Etagen Konferenz- und Veranstaltungsräume. Die Annen Etage erhielt 1984 als erstes Restaurant Norwegens einen Stern im Guide Michelin. Seit 1975 ist das Hotel Continental eines der beiden norwegischen Mitglieder der Allianz Leading Hotels of the World.

## Geschichte

### Gründung

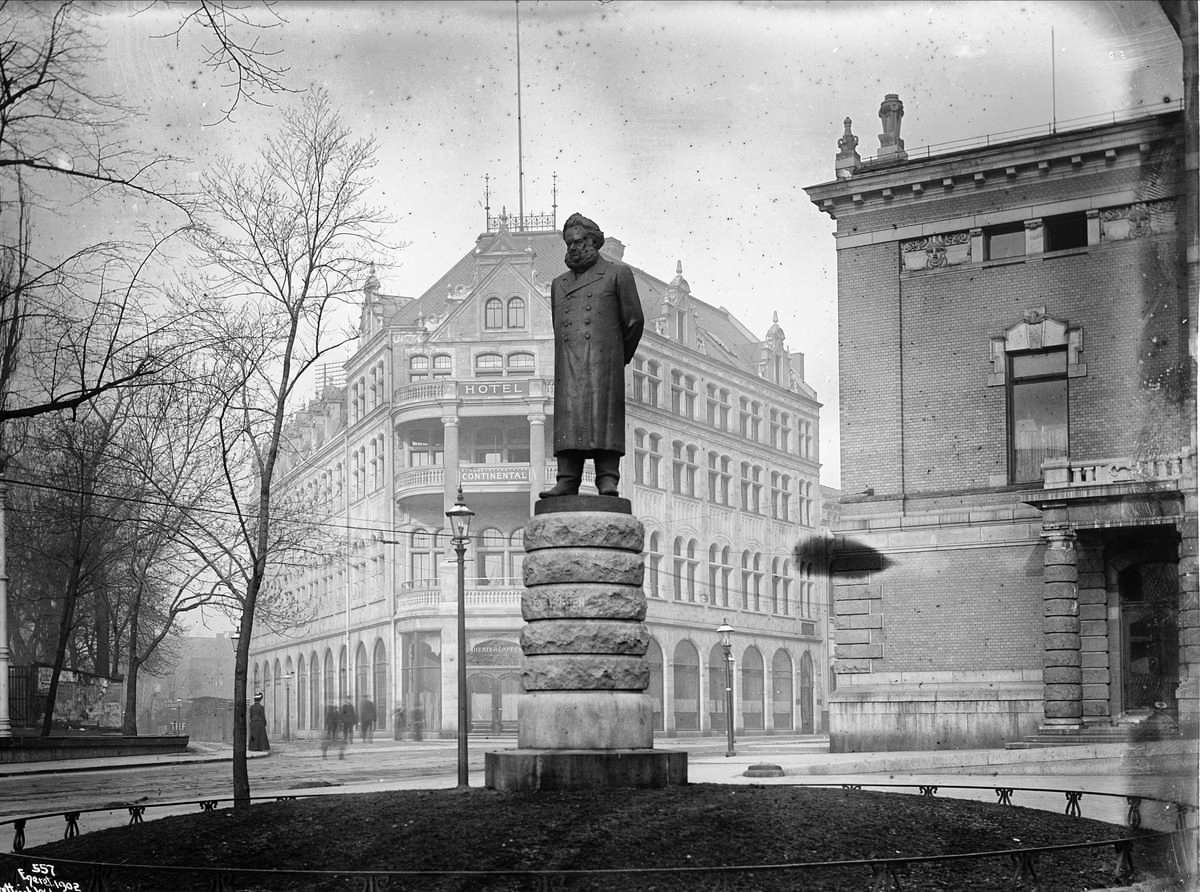
Statue Henrik Ibsen vor Nationaltheater und Hotel Continental, Foto 1902

Das ursprüngliche Hotelgebäude wurde 1899–1901 im Auftrag der Brauerei Foss Bryggeri nach Entwürfen der Architekten Bredo Greve (1871–1931) und Ivar Cock (1861–1905) errichtet. Es befand sich an der Ecke Stortingsgata und Klingenberggata, trug damals die Adresse Stortingsgata 22 und beherbergte das Theatercaféen (Erdgeschoss), Speisesäle (die spätere Annen Etage, im ersten Stock) und in den darüber liegenden Stockwerken 30 Hotelzimmer.
Für Ivar Cock war es sein letztes Werk, „aber auch sein berühmtestes und bemerkenswertestes Gebäude.“ Der Innenhof wurde im historisierenden Stil gestaltet, in einer Mischung von Jugendstil, Neobarock und Elementen mittelalterlicher Architektur. Das Hotel wurde etwa zeitgleich mit dem auf der gegenüberliegenden Straßenseite befindlichen Nationaltheater errichtet und nahm im Dezember 1900 seinen Betrieb auf.
Foss Bryggeri, 1897–1917 „die führende Qualitätsbrauerei“ in Kristiania, verpachtete das Hotel. In den ersten Jahren scheiterten nacheinander drei verschiedene Pächter daran, den Betrieb gewinnbringend zu führen.
Im Jahr 1909 übernahm das Ehepaar Christian und Caroline Boman Hansen den Pachtvertrag und 1913 kauften sie das Hotel, das sich seither im Besitz der Familie befindet (die inzwischen Brochmann heißt). Nach dem Tod ihres Mannes im Jahr 1915 führte Caroline Boman Hansen das Hotel allein weiter.

### Restaurant

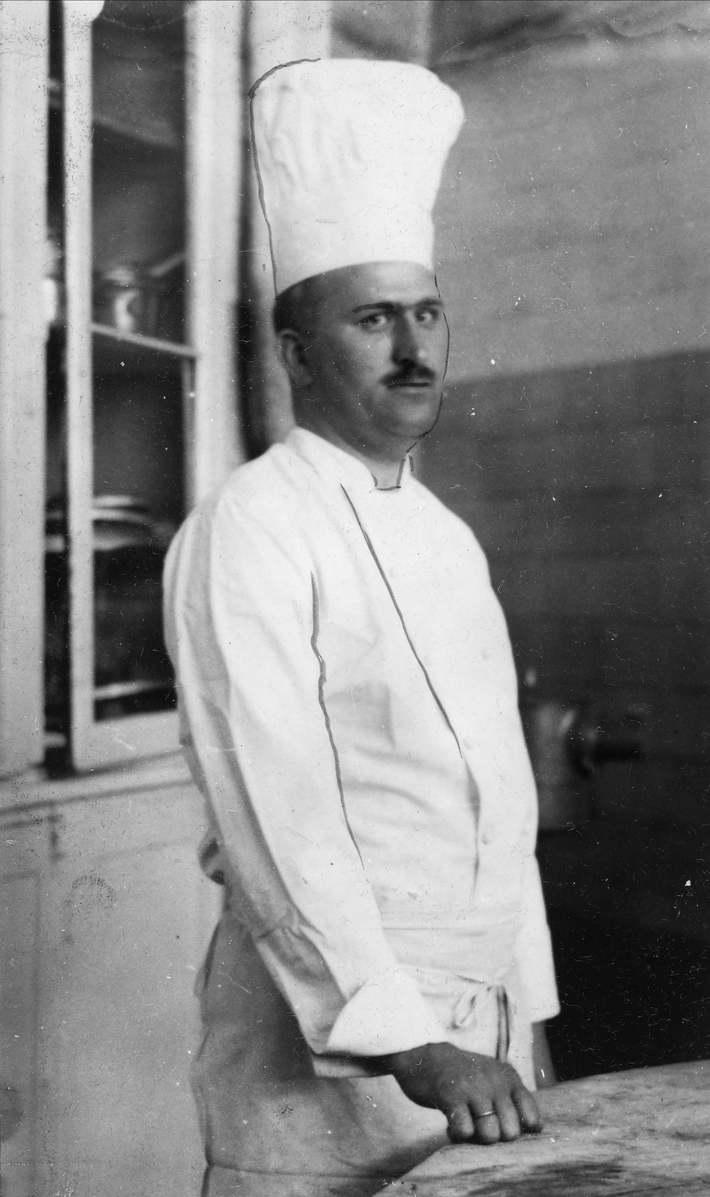
André Engh, Küchenchef des Hotel Continental (Oslo)

Das Continental wurde schnell für seine gute Küche bekannt. 1912 hatten die Hansens den französischen Meisterkoch (mit norwegischen Eltern) André Engh (1891–1987) eingestellt, zunächst als Souschef und ab dem Folgejahr als Küchenchef. „Engh führte die französische Küche (Nouvelle Cuisine) in Norwegen ein, bis er 1963 als Küchenchef zurücktrat und sich 1971 aus der Arbeit im Continental zurückzog.“ Während die Annen Etage 1984 als erstes Restaurant Norwegens einen Stern im Guide Michelin erhielt, erwarb sich das Theatercaféen (seit der Hoteleröffnung 1900 ununterbrochen in Betrieb) „eine lange Tradition als Treffpunkt für Kultur und Wirtschaft“.

### Erweiterung

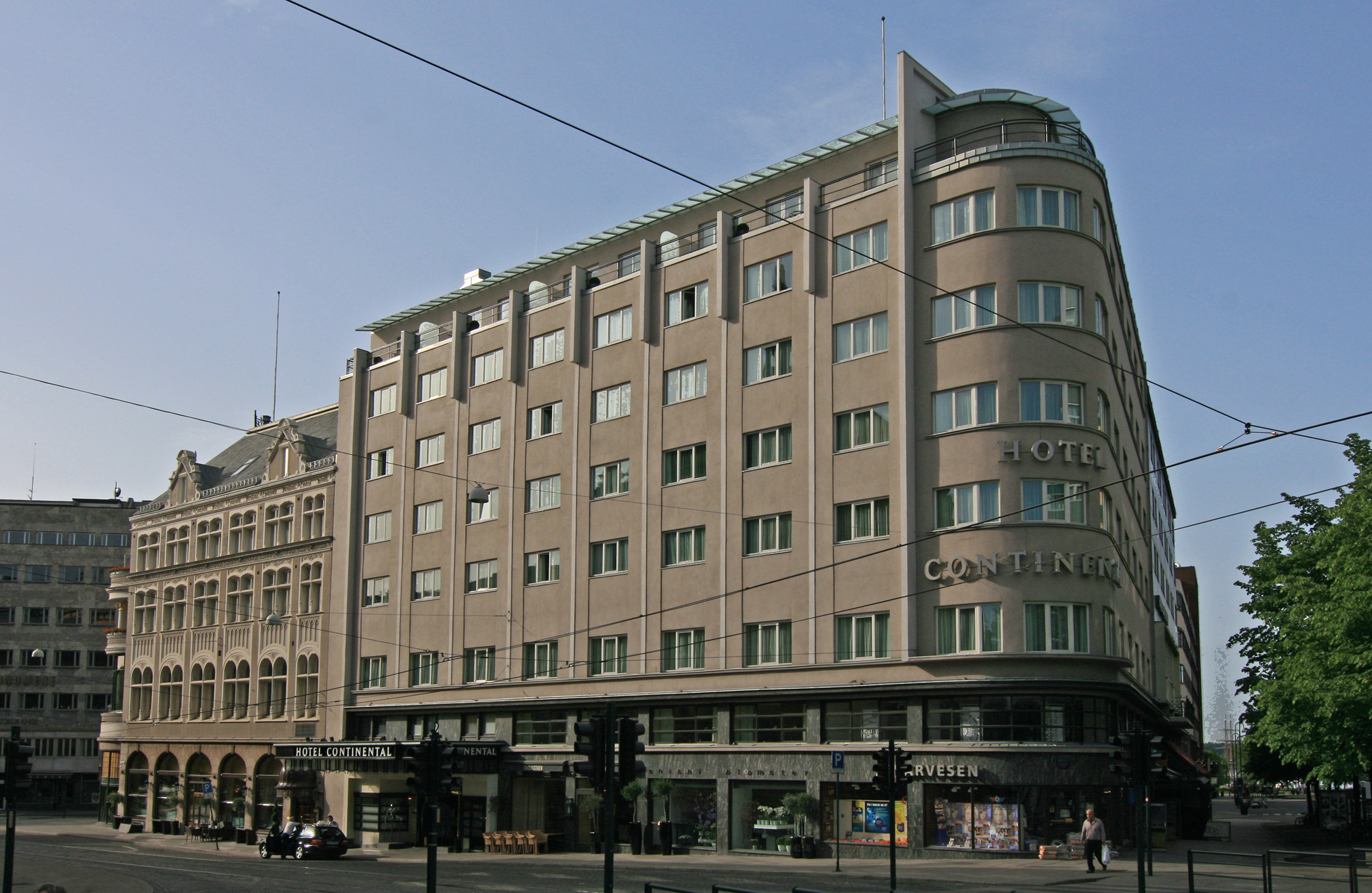
Hotelerweiterung von 1934 an der Stortingsgata mit dem Haupteingang zum Hotel.

Ab 1927 wurde Caroline Boman Hansen von ihrem Sohn Arne unterstützt, der mit seiner Frau Grace und der 1921 geborenen Tochter Ellen vom Studium in den USA zurückkehrte. Als 1930 das Nachbargebäude Stortingsgata 26 mit der Konzerthalle der Gebrüder Hals abgerissen wurde, erwarben die Hansens das Grundstück. 1932 wurde darauf nach Plänen von Ole Øvergaard (1893–1972) ein neuer Flügel des Hotels errichtet, „im sehr stilvollen Funktionalismus“, mit 76 Zimmern (alle mit eigenem Bad), einer Lobbybar (Dagligstuen) und einem Veranstaltungsraum. Der Haupteingang des Hotels wurde von der Ecke des Theatercaféen an die heutige Stelle verlegt, an die Nordseite entlang der Stortingsgata.

### Kriegsjahre

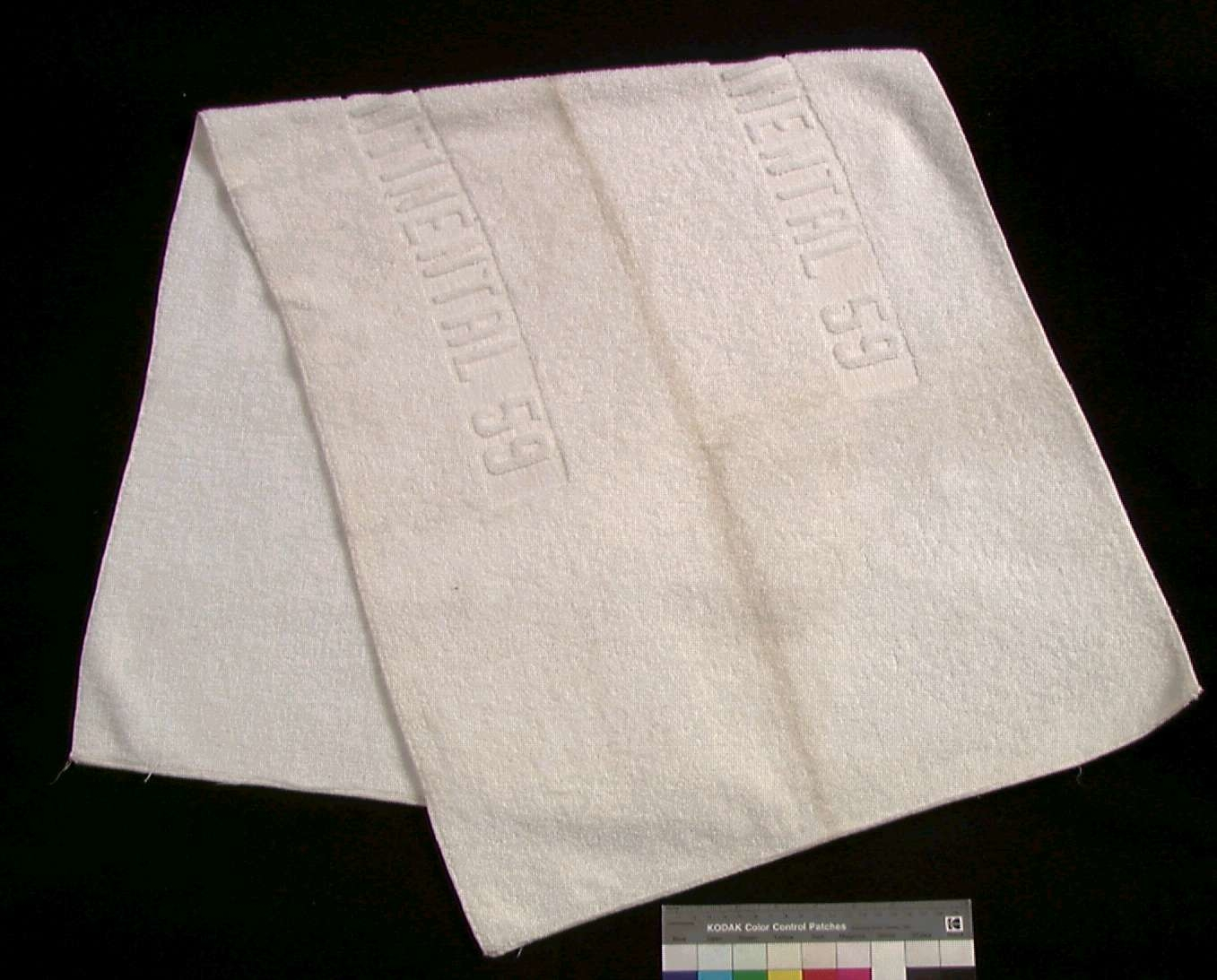
Hotel Continental Oslo, Handtuch 1959

Am 9. April 1940, dem ersten Tag der Invasion der Wehrmacht in Norwegen, zog Vidkun Quisling ins Zimmer 403 des Hotels ein und bildete dort seine erste NS-Regierung. Um 22:00 Uhr hielt er eine Rundfunkansprache aus dem nahegelegenen NRK-Studio in der Roald Amundsens gate, in der er die Übernahme der Regierung verkündete. (Der NRK hatte bis 1944/45 Büros und ein Sendestudio in einem Gebäude im ehemaligen Hinterhof der Gebrüder Hals.)
Das Hotel und das Vermögen der Familie Hansen wurde von den Nazibehörden beschlagnahmt. Arne Boman Hansen floh 1942 nach Schweden; Caroline Boman Hansen zog sich aus der Geschäftsführung zurück. Bis zur Befreiung führte André Engh das Hotel als Manager. Während der Besatzung diente das Hotel als Unterkunft für deutsche Offiziere, wurde aber auch von Mitgliedern der Widerstandsbewegung (Hjemmefronten) als konspirativer Treffpunkt genutzt.

### Nachkriegsjahre

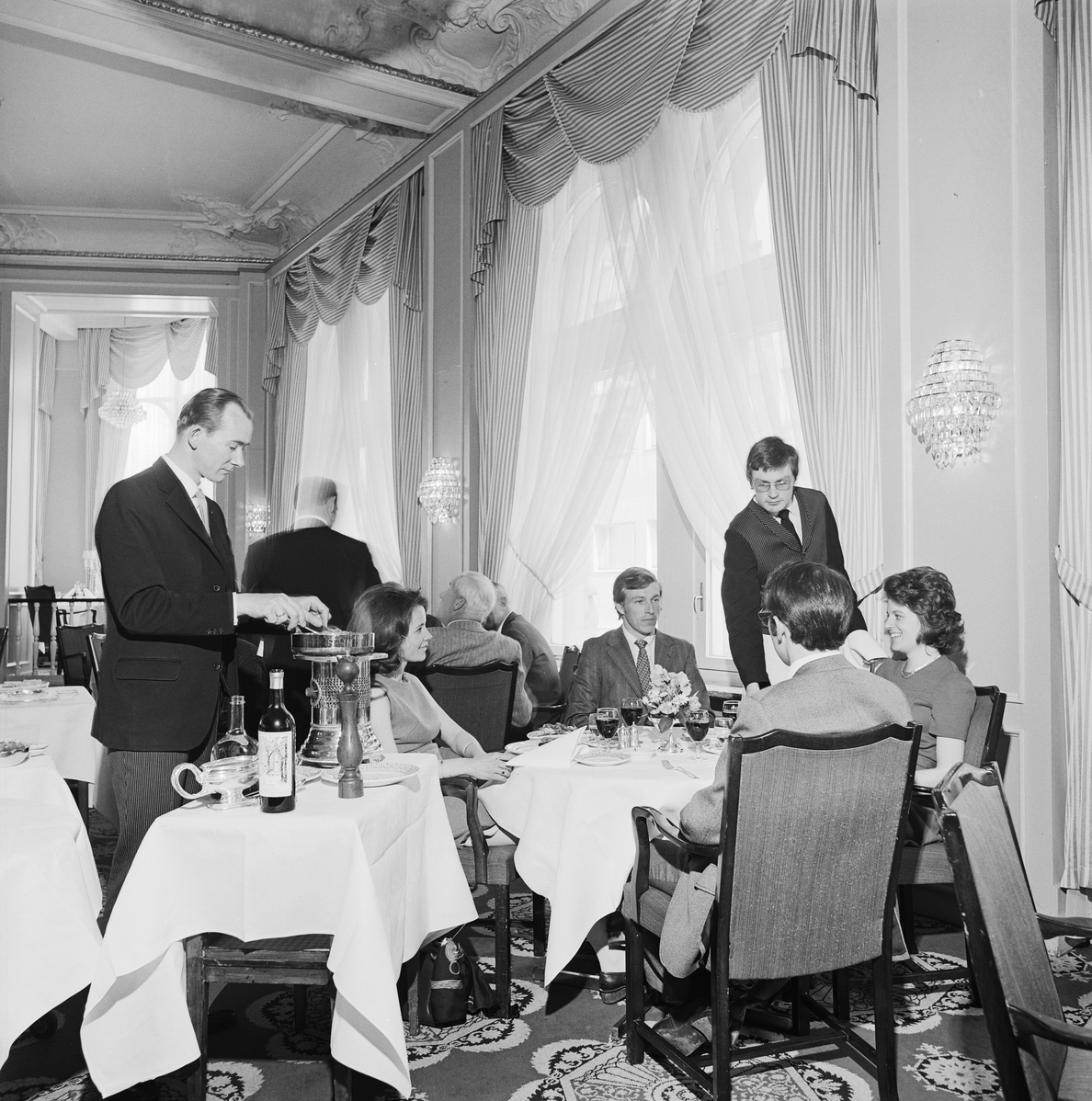
Annen Etage, Hotel Continental (Oslo), 1973

Ellen Boman Hansen arbeitete seit 1945 im Hotel und übernahm es nach dem Tod ihres Vaters Arne im Jahr 1953. 1955 heiratete sie Caspar Brochmann. Ellen ließ an der Ecke Klingenberggata/Roald Amundsens gate einen Flachbau errichten, den Paviljongen, die erste große amerikanische Cafeteria Norwegens mit 250 Sitzplätzen (1953–1960). 1960 wurde der Pavillon abgerissen und an seiner Stelle (wieder von Ole Øvergaard) ein achtstöckiges Gebäude mit 88 Hotelzimmern, dem Restaurant Tivoligrillen (1960–1991) sowie einem Festsaal für 300 Personen errichtet. Auf das Tivoligrillen folgte für einige Jahre das Restaurant Lipp. Ab 1977 befand sich im Neubau auch der Nachtclub Loftet.
60 Jahre nach Baubeginn und nach drei Bauphasen erstreckt sich nun das Hotel über den gesamten Block zwischen Stortingsgata, Klingenberggata und Olav V.s gata (ehemals Roald Amundsens gata).
Seit 1985 führt Elisabeth Caroline Brochmann, Tochter von Ellen und Caspar Brochmann, in vierter Generation das Hotel Continental. Unter ihrer Verantwortung wurde 1991 der Nachtclub LIPP eingerichtet und 1995 ein neues Konferenzzentrum gebaut. Die Annen Etage wurde renoviert und 1998 als Eik Annen Etage wiedereröffnet. Seit 2020 existiert die Casbar, eine Bar und Pizzeria.

## Literatur

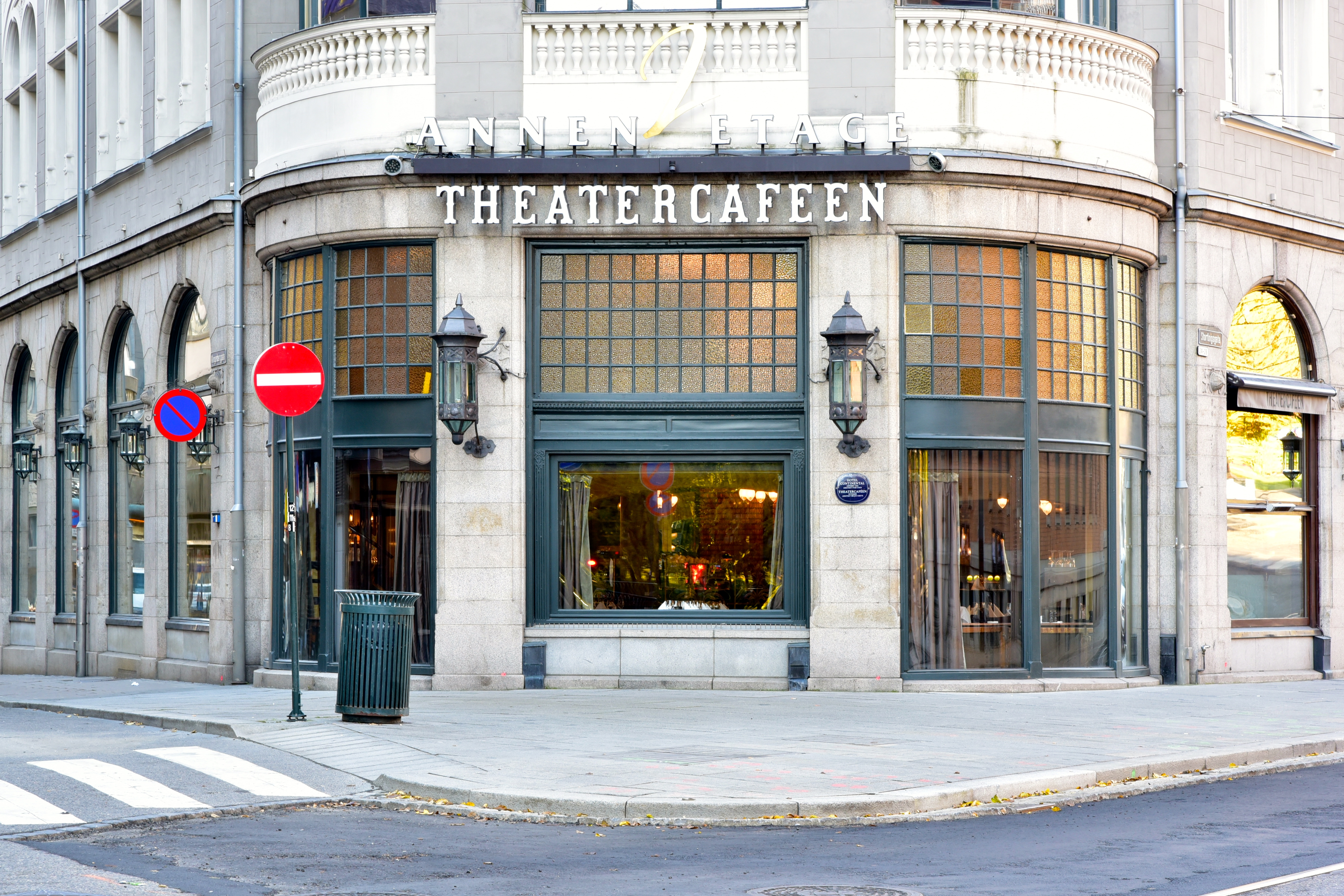
Theatercaféen